# Victoria Ohuruogu
Victoria Ohuruogu (née le 28 février 1993) est une athlète britannique, spécialiste du 400 mètres. Elle est la sœur cadette de Christine Ohuruogu.

## Biographie
Elle participe aux séries du relais 4 × 400 m lors des championnats d'Europe 2014 de Zurich en Suisse et permet à l'équipe du Royaume-Uni d'accéder à la finale. Non retenue pour l'ultime course, elle reçoit néanmoins la médaille de bronze au même titre que ses coéquipières.
Lors des championnats du monde 2022, à Eugene, elle remporte la médaille de bronze du relais 4 × 400 m, l'équipe du Royaume-Uni s'inclinant face aux États-Unis et à la Jamaïque.

### Palmarès
| Date | Compétition                    | Lieu       | Résultat | Épreuve   | Performance              |
| ---- | ------------------------------ | ---------- | -------- | --------- | ------------------------ |
| 2014 | Championnats du monde en salle | Sopot      | 3e       | 4 × 400 m | Participation aux séries |
| 2014 | Championnats d'Europe          | Zurich     | 3e       | 4 × 400 m | Participation aux séries |
| 2015 | Championnats d'Europe espoirs  | Tallinn    | 1re      | 4 × 400 m | 3 min 30 s 08            |
| 2022 | Championnats du monde          | Eugene     | 3e       | 4 × 400 m | 3 min 22 s 64            |
| 2022 | Jeux du Commonwealth           | Birmingham | 2e       | 400 m     | 50 s 72                  |
| 2022 | Championnats d'Europe          | Munich     | 4e       | 400 m     | 50 s 51                  |
| 2022 | Championnats d'Europe          | Munich     | 3e       | 4 × 400 m | 3 min 21 s 74            |
| 2024 | Jeux olympiques                | Paris      | 3e       | 4 × 400 m | 3 min 19 s 72            |

## Records
| Épreuve | Temps   | Lieu    | Date            |
| ------- | ------- | ------- | --------------- |
| 400 m   | 50 s 48 | Chorzów | 16 juillet 2023 |